# Marleyella
Marleyella is een geslacht van straalvinnige vissen uit de familie van schollen (Pleuronectidae). Het geslacht is voor het eerst wetenschappelijk beschreven in 1925 door Fowler.

## Soorten
- Marleyella bicolorata (von Bonde, 1922)
- Marleyella maldivensis Norman, 1939